# Opisthoproctus
Il genere Opisthoproctus comprende due specie di pesci abissali appartenenti all'ordine Argentiniformes.

## Descrizione
Sono pesci abissali, che vivono tra i 300 e i 2.000 metri di profondità. Da ciò deriva la caratteristica fisica di avere dei grandi occhi sporgenti e telescopici rivolto verso l'alto, in modo da sfruttare la pochissima luce proveniente dalla lontana superficie. Il corpo è tozzo, a forma di parallelogrammo tronco, con testa appuntita e pinna caudale mozza. Presenta due pinne dorsali e una coda composta dalla pinna caudale e dalla pinna anale, molto arretrata. Le pinne ventrali sono arretrate. La superficie ventrale è piatta e forma una specie di suola. Le scaglie sono grandi e formano un reticolo chiaro su fondo brunastro. La testa è trasparente, così come le pinne, che mostrano raggi bruni.

## Specie

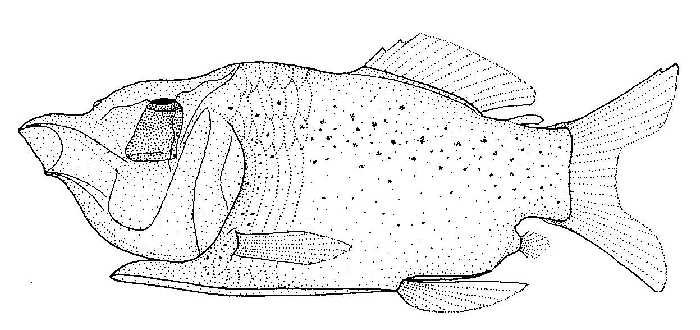
Opisthoproctus grimaldii

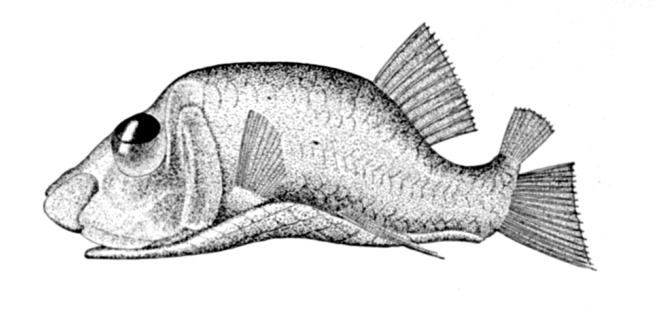
Opisthoproctus soleatus

Il genere conta due sole specie, Opisthoproctus grimaldii e la più nota Opisthoproctus soleatus, lunga circa 10 cm, diffusa principalmente nell'Atlantico.